# Philippe Noiret
Philippe Noiret (1. oktober 1930 – 23. november 2006) var en fransk skuespiller, der især er kendt for sin medvirken i over 100 film, blandt andet Mine aftener i Paradis, Det store ædegilde og Postbudet.
Han har vundet to César-priser for bedste mandlige skuespiller.

## Udvalgt filmografi
- Gigi (1948)
- Zazie dans le métro (1960)
- Med krydsede klinger (1960)
- Livet på slottet (1966)
- Generalernes nat (1967)
- Topaz (1969)
- Attentatet (1972)
- Det store ædegilde (1973)
- En mand søger hævn (1975)
- Ramt i hjertet (1977)
- Tre brødre (1981)
- Strisser på skråplan (1985)
- Mine aftener i Paradis (1988)
- D'Artagnans datter (1994)
- Postbudet (1994)
- Strisser på skråplan 3 (2003)
- Père et fils (2003)